# FC Chauray
El FC Chauray es un equipo de fútbol de Francia que juega en el Championnat National 2, la cuarta división nacional.

## Historia
Fue fundado el 25 de mayo de 1971 en la ciudad de Chauray por iniciativa de Maxime Bernuzeau durante una reunión con la idea de organizar un evento de ciclismo. El club cuenta con secciones en la categoría femenil y adaptada con más de 400 futbolistas en la organización.
En 1989 el club llega a jugar en la desaparecida CFA 2, donde llegó a jugar en tres temporadas. En la temporada 2024/25 el club gana el grupo B del Championnat National 3 y logra el ascenso al Championnat National 2 por primera vez.

## Cronología de presidentes
- Jean Claude Marquois (1987-1988)
- Jacky Cogny (1988-1991)
- Denis Marot (1991-1995)
- Daniel Guignard (1995-1999)
- Denis Marot (1999-2001)
- Daniel Guignard (2001-2014)
- Jacques Rogue (2014-2015)
- Jean François Giraud (2015-2018)
- Fabien Brosseau (2018-2022)
- David Rullier (2022-2024)
- Michel Magret (2024-)